# Don Zimmerman
Pour les articles homonymes, voir Zimmerman.
Pour les articles ayant des titres homophones, voir Zimmermann et Zimerman.
Don Zimmerman, né en 1944, et mort le 24 juillet 2025 à Studio City, est un monteur américain.

## Carrière
Don Zimmerman travaille souvent pour le réalisateur Tom Shadyac.
Il a été nommé pour l'Oscar du meilleur montage lors de la 51e cérémonie des Oscars pour le film Retour (Coming Home).

## Filmographie
- 1978 : Retour (Coming Home)
- 1978 : Le ciel peut attendre (Heaven Can Wait)
- 1979 : Bienvenue, Mister Chance (Being There)
- 1980 : Changement de saisons (A Change of Seasons)
- 1982 : Barbarosa
- 1982 : Rocky 3, l'œil du tigre (Rocky III)
- 1982 : Best Friends, de Norman Jewison
- 1983 : Staying Alive
- 1984 : Ras les profs ! (Teachers), de Arthur Hiller
- 1985 : Mon pote Adam
- 1985 : Rocky 4
- 1986 : Cobra
- 1987 : Over the Top : Le Bras de fer (Over the Top)
- 1987 : Beauté fatale (Fatal Beauty)
- 1988 : Everybody's All-American
- 1989 : Opération Crépuscule (The Package)
- 1990 : Navy Seals, les meilleurs (Navy Seals)
- 1991 : Le Prince des marées (The Prince of Tides)
- 1992 : La Nuit du défi (Diggstown)
- 1992 : Leap of Faith
- 1994 : Ace Ventura, détective chiens et chats (Ace Ventura: Pet Detective)
- 1994 : The Scout
- 1995 : Les Vendanges de feu (A Walk in the Clouds)
- 1996 : Le Professeur foldingue (The Nutty Professor)
- 1997 : Menteur, menteur (Liar Liar)
- 1998 : Les Fumistes (Half Baked)
- 1998 : Docteur Patch (Patch Adams)
- 1999 : Bangkok, aller simple (Brokedown Palace)
- 1999 : Galaxy Quest
- 2002 : Apparitions (Dragonfly)
- 2003 : Pour le meilleur et pour le rire (Just Married)
- 2003 : Le Chat chapeauté (The Cat in the Hat)
- 2004 : Le Vol du Phoenix (Flight of the Phoenix)
- 2005 : Braqueurs amateurs (Fun with Dick and Jane)
- 2006 : La Nuit au musée (Night at the Museum) de Shawn Levy
- 2013 : Red 2 de Dean Parisot
- 2016 : SOS Fantômes (Ghostbusters) de Paul Feig
- 2016 : Les Neuf vies de Mr. Fuzzypants de Barry Sonnenfeld
- 2020 : Bill and Ted Face the Music de Dean Parisot

## Distinctions
- 1979 : Nomination à l'Oscar du meilleur montage pour Retour (1978).